# 業務の適正を確保するための体制
業務の適正を確保するための体制 （ぎょうむのてきせいをかくほするためのたいせい）は、会社法（平成17年7月26日法律第86号・平成18年5月1日施行）で定義される用語である。「業務の適正」とは、違法行為や不正、ミスやエラーなどが行われることなく、組織が健全かつ有効・効率的に運営されるよう各業務で所定の基準や手続きを定め、それに基づいて管理・監視・保証を行うことを意味する。
ビジネス界で、コンプライアンス体制と呼ばれている概念よりも広く、情報管理・危機管理も含まれている（下記参照）。現在、各種記述では、この用語を、内部統制システムと呼び変えていることが多いと思われる。
なお2006年6月に成立した金融商品取引法いわゆる日本版SOX法では「当該会社の属する企業集団及び当該会社に係る財務計算に関する書類その他の情報の適正性を確保するために必要なものとして内閣府令で定める体制」という概念を新たに用いている。この概念も、また一般に内部統制システムと呼称されるが、両者は法律的に一応、別概念である。金融商品取引法の今後の施行に伴い、こちらへの対策も求められることになる。
会社法について以下では、条数のみ記載する。

## 会社法の定義
当該体制の整備は、会社の業務に関する重要な決定であるから、取締役の過半数で決定し、各取締役に委任することはできない（348条2項・3項4号）また、大会社では、取締役がこれを決定することが義務付けられている（348条4項）。
取締役会設置会社では、取締役会でこれを決定せねばならず（362条4項6号）、大会社である取締役会設置会社では、その決定が義務付けられている（同条5項）。委員会設置会社では、決定内容が少し異なり、執行役の業務執行の適正確保という内容になる（416条1項1号ホ）。また、大会社か否かにかかわらず決定が義務づけられる（416条2項）。
それぞれ、条文上は「業務の適正を確保するために必要なものとして法務省令で定める体制」とあるように、具体的な内容は法務省令（会社法施行規則）に委任されており、そこでは具体的に列挙されている（下記）。

## 法務省令で列挙されている内容
会社法施行規則98条および100条には、次の体制が列挙されている（委員会設置会社では若干内容が異なる）。
1. 取締役の職務の執行に係る情報の保存及び管理に関する体制
2. 損失の危険の管理に関する規程その他の体制
3. 取締役の職務の執行が効率的に行われることを確保するための体制
4. 使用人の職務の執行が法令及び定款に適合することを確保するための体制
5. 当該株式会社並びにその親会社及び子会社から成る企業集団における業務の適正を確保するための体制

このほか、会社の機関構成によって若干異なる体制を含む。
- 監査役設置会社以外では、取締役が株主に報告すべき事項の報告をするための体制を含むものとする。

- 監査役設置会社では、次の体制を含むものとする。
  1. 監査役がその職務を補助すべき使用人を置くことを求めた場合における当該使用人に関する事項
  2. 前号の使用人の取締役からの独立性に関する事項
  3. 取締役及び使用人が監査役に報告をするための体制その他の監査役への報告に関する体制
  4. その他監査役の監査が実効的に行われることを確保するための体制